# اعتصابات کارگری ۱۴۰۰ ایران
اعتصابات کارگری ۱۴۰۰ ایران یا کمپین ۱۴۰۰ به مجموعه اعتصاباتی گفته می‌شود که در اوایل تیرماه ۱۴۰۰ توسط گروهی از کارگران بیدخون در عسلویه در اعتراض به پابین بودن دستمزدها آغاز شد.
این اعتصابات پس از مدت کمی گسترش یافت و به‌تدریج کارگران شهرهای دیگر ایران نیز دست به اعتصاب زدند.

## آغاز
پس از اعتصاب کارگران عسلویه، کارگرانِ صنعت نفت، گاز و پتروشیمی در چند استان ایران، از جمله آذربایجان غربی، ایلام، اصفهان، بوشهر، تهران و خوزستان نیز دست به اعصاب زدند تا واحدهای متعدد مرتبط به این شرکت‌ها به تعطیلی کشیده شوند.

### ۱ تیر
در تاریخ ۱ تیر ۱۴۰۰ اعتصابات کارگری آغاز شد.

### ۴ تیر
در تاریخ ۴ تیر ۱۴۰۰ کارگران صنایع فولاد از جمله شرکت فولاد کرمان به این اعتصابات پیوستند.

### ۵ تیر
در تاریخ ۵ تیر ۱۴۰۰، کارگران شرکت اودی‌سی‌سی پالایشگاه اصفهان نیز به اعتصابات پیوستند.

### ۱۵ تیر
کارگران در شرکت‌های خط ۳۶ اینچ زاهدان، خط ۴۸ کرمان شرکت آسیا هفت سنگ، جوشکاران شرکت دریا ساحل رشت، رانندگان آتش‌خوار و تلمبه خانه فیروز آباد به اعتصاب سراسری کارگران پیمانی نفت و پتروشیمی پیوستند

## بخش‌ها

### گاز و پتروشیمی و پالایشگاه‌ها
- مجتمع پتروشیمی رجال[۱۸]
- شرکت ODCC شاغل در پالایشگاه نفت اصفهان
- پروژه بیدبلند خلیج‌فارس در بهبهان
- شرکت دی‌پلیمر در صنایع پتروشیمی‌های عسلویه
- پروژه بیدبلند ۲ ماهشهر
- شرکت آبسان‌پالایش در پالایشگاه نفت اصفهان
- پالایشگاه آدیش جنوب
- شرکت سازه‌فرافن قشم
- کارکنان رسمی پالایشگاه آبادان
- شرکت کیهان پارس شاغل در پالایشگاه اصفهان
- پالایشگاه‌ها و نیروگاه‌ها در هفت استان ایران از جمله خوزستان، بوشهر، تهران، اصفهان و آذربایجان‌غربی
- پتروپالایش کنگان
- اورهال ۱۵ و ۱۶ در پارس جنوبی

### خودروسازی
- شرکت بوتیا فولاد کرمان
- شرکت دیار خودرو

### نیروگاه
- نیروگاه رامین اهواز
- سیکل‌ترکیبی ارومیه
- نیروگاه بیدخون عسلویه
- نیروگاه سیکل ترکیبی جهرم
- نیروگاه فاز ۱۳ کنگان
- تلمبه‌خانه شماره ۵ بندرعباس

### دیگر
- شرکت مبین صنعت
- شرکت تهران جنوب

## دلایل اعتصاب و خواسته‌های کارگران
پایین بودن حقوق‌ها، فساد و مشکلات در خصوصی‌سازی واحدهای صنعتی، اشکال در قراردادها، نداشتن امنیت شغلی، ناامن بودن فضای کار و از جمله مسائل مورد اعتراض جنبش کارگری در ایران است.
همچنین خواسته کارگران پالایشگاه‌ها، پتروشیمی‌ها و نیروگاه‌ها که دست به اعصاب زدند، «افزایش دستمزد به ۱۲ میلیون تومان در ماه» و «تغییر نوبت مرخصی به ۲۰ روز کار و ۱۰ روز مرخصی» گزارش شده‌است.
دیگر مطالبه کارگران، یکسان بودن حقوق‌های و امکانات رفاهی است.

## اخراج کارگران
به گزارش رسانه‌ها، حدود ۷۰۰ نفر از کارگران معترض از کار خود اخراج شده‌اند.

## کمپین ۱۴۰۰
کارگران معترض، اعتصابات خود را «کمپین ۱۴۰۰» نامیده‌اند.

## حمایت‌ها
سازمان‌ها، سندیکاها و افراد متعددی از این کمپین حمایت کردند که، سندیکای کارگران شرکت واحد اتوبوس‌رانی تهران و حومه، سندیکای کارگران کشت و صنعت نیشکر هفت‌تپه، شورای بازنشستگان ایران، گروه اتحاد بازنشستگان و دانشجویان پیشرو دانشگاه اصفهان، از جمله حامیان هستند. همچنین محمود احمدی‌نژاد رئیس دولت‌های نهم و دهم نیز از طی بیانیه‌ای حمایت خود را از کارگران اعلام کرد.

### خانواده‌های کشته‌شدگان آبان ۱۳۹۸
درپی این اعتراضات، خانواده‌های کشته‌شدگان اعتراضات آبان ۱۳۹۸ ایران حمایت خود را از کارگران اعلام کرده و و طی بیانیه‌ای اعلام کرند:
«اکنون کارگران امتداد صدای آبان شده‌اند. این صدای همه ماست، همانها که در آبان ۹۸ در کنار یکدیگر در خیابان‌ها برای حق‌مان فریاد زدیم.
اگر چه در آبان صدای حق‌خواهی ما را با گلوله پاسخ دادند اما صدای حق خاموش شدنی نیست. اکنون این فریادها را در اعتصاب کارگران می‌شنویم. ما خانواده‌های آبان از اعتصابات سراسری حمایت می‌کنیم چرا که به سرنوشت مشترک‌مان آگاهیم.
ای تمامی دروازه‌های جهان مرا به بازیافتن فریاد گمشده خویش مددی کنید!»

### شورای بازنشستگان ایران
شورای بازنشستگان ایران، ضمن اعتراض به دستمزدها و شرایط کنونی، حمایت خود را از کارگران اعلام کرد.

### رضا پهلوی
رضا پهلوی نیز طی بیانیه‌هایی در حساب توییتر و تلگرام خود، حمایت خود را از اعتصاب کارگران اعلام کرد و از کارگران ایران خواست که همبستگی خود را حفظ نمایند.

### اتحاد بین‌المللی در حمایت از کارگران ایران
اتحاد بین‌المللی در حمایت از کارگران ایران نیز حمایت خود را از اعتصابات طی بیانیه‌ای اعلام کرد.
ما همبستگی خود را با کارگران اعتصابی در شرکت‌های پیمانی نفت، گاز و نیروگاها اعلام می‌داریم، از خواست‌های به حق آنان پشتیبانی می‌کنیم و بنا به وظیفه خود از تشکل‌های بین‌المللی کارگری می‌خواهیم که از مبارزات کارگران نفت در ایران پشتیبانی کنند.